# Флаг Нюксенского района
Флаг Ню́ксенского района — опознавательно-правовой знак, составленный и употребляемый в соответствии с вексиллологическими правилами, служащий символом муниципального образования, единства его территории, населения, прав и самоуправления. Флаг является, наряду с основным муниципальным символом — гербом — официальным символом Нюксенского муниципального района Вологодской области Российской Федерации.
Флаг утверждён 12 июля 2004 года и внесён в Государственный геральдический регистр Российской Федерации под номером 1564.

## Описание
«Флаг Нюксенского муниципального района представляет собой прямоугольное полотнище с отношением ширины к длине 2:3 жёлтого цвета, несущее изображение фигуры герба района в упрощённой версии».

## Обоснование символики
Голубой пояс символизирует самую большую реку Вологодской области — Сухону, на берегах которой расположен район, которая разделяет его на две неравные части: северную и южную. Голубой цвет также символ чести, красоты и добродетели.
Стерлядь отражает то, что в старину река Сухона была богата стерлядью, которую сотнями живорыбных садков отправляли в разные города.
Ягоды брусники говорят о том, что район богат драгоценной ягодой брусникой.
Белый цвет (серебро) — символ простоты, ясности, совершенства, мудрости и мира.
Красный цвет — символ мужества, праздника и красоты.
Жёлтый цвет флага символизирует богатства земли Нюксенской: леса, клюквенные и морошковые болота с находящимися здесь перспективными алмазоносными площадями. Жёлтый цвет (золото) также символ прочности, величия, интеллекта, великодушия.